# Smutek (singel)
Smutek – utwór polskiego Rapera KęKę, wydany w czerwcu 2016 roku, pochodzący z albumu Trzecie rzeczy.
Nagranie uzyskało status podwójnej platynowej płyty (2017). Utwór zdobył ponad 32 milionów wyświetleń w serwisie YouTube (2023) oraz ponad 4 miliony odsłuchań w serwisie Spotify (2023).
Producentem utworu jest PLN.beatz. Za mix/mastering utworu odpowiada DJ Deszczu Strugi.

## Twórcy
- KęKę – słowa[1][2]
- PLN.beatz – producent[1]
- DJ Deszczu Strugi – mix/mastering[1]